# 阿德奧拉 (密蘇里州)
阿德奧拉（英語：Ardeola）是位於美國密蘇里州斯托達德縣的非建制地區。

## 歷史
阿德奧拉的郵局於1889年設立，其後於1949年停運。當地於1925年時共有人口156人。

## 地理
阿德奧拉所處的海拔為高於海平面109米（即358英呎），而該地所採用的時區為UTC-6，即北美中部時區（CST）。同時該地設有夏令時間，為UTC-6調快一小時，即UTC-5（CDT）。